# 해주 윤씨
해주 윤씨(海州 尹氏)는 황해도 해주시를 본관으로 하는 한국의 성씨이다.

## 역사
해주 윤씨(海州 尹氏)의 시조는 윤중부(尹重富)이다. 그는 명나라에서 부윤(府尹)이라는 관직을 지낸 윤신(尹信)의 차자(次子)이며, 명나라의 황궁에서 환관을 지낸 윤봉(尹鳳)의 친아우인데, 윤중부는 명나라에서 조선으로 건너온 이후 조선 세종대왕(朝鮮 世宗大王)의 신임을 얻으며, 상호군(上護軍)이라는 무관 관직에서 시작을 하여 지중추원사(知中樞院事)에까지 관직을 지냄에 이르렀으며, 사신 신분으로도 여러 차례 명나라에 왕래하였다 한다.

## 가계
- 증조: 윤공재(尹公載)
- 조부: 윤단(尹丹)
- 부: 윤신(尹信)-경창부윤
  - 형: 윤봉(尹鳳)(명나라 환관)
  - 본인: 윤중부(尹重富)-병사, 지중추원사
    - 아들: 윤길상(尹吉祥)
    - 아들: 윤길생(尹吉生)
      - 손자 : 윤군평(尹君平)
        - 증손 : 윤림(尹霖)

      - 손자 : 윤희평(尹熙平)-공조판서, 해양군(海陽君)
        - 증손 : 윤표(尹彪)-청풍군수
          - 고손 : 윤원로(尹元老)
          - 고손 : 윤의로(尹毅老)-좌통례

        - 서증손 : 윤추(尹貙)
        - 서증손 : 윤석(尹澤豸)
- 숙부 : 윤공(尹恭)
  - 사촌 : 윤통(尹統)

## 분적된 성씨 본관
해주 윤씨(海州 尹氏)에서 분적한 본관(관향)으로는 서흥 윤씨(瑞興 尹氏)와 경주 윤씨(慶州 尹氏)가 있다.

## 참고 자료
- “해주윤씨 海州尹氏”. 《斗山世界大百科事典》. 2022년 11월 30일에 확인함.